# Archidiecezja benewentyńska
Archidiecezja benewentyńska (łac. Archidioecesis Beneventana, wł. Arcidiocesi di Benevento) – rzymskokatolicka archidiecezja ze stolicą w Benewencie we Włoszech. Arcybiskupi benewentyńscy są również metropolitami metropolii o tej samej nazwie.
W 2022 na terenie archidiecezji pracowało 77 zakonników i 145 sióstr zakonnych.

## Sufraganie
Sufraganiami archidiecezji benewentyńskiej są:
- archidiecezja Sant’Angelo dei Lombardi-Conza-Nusco-Bisaccia
- diecezja Ariano Irpino-Lacedonia
- diecezja Avellino
- diecezja Cerreto Sannita-Telese-Sant’Agata de’ Goti
- opactwo terytorialne Montevergine

## Historia
Diecezja w rzymskim Beneventum powstała już w I wieku.
26 maja 969 papież Jan XIII wyniósł biskupstwo Benewentu do godności archidiecezji.
Przez długi okres Benewent wchodził w skład Państwa Kościelnego.

## Główne świątynie
- Archikatedra: Archikatedra Wniebowzięcia Najświętszej Maryi Panny w Benewencie
- Bazyliki mniejsze:
  - Bazylika Matki Bożej Wniebowziętej w Vitulano
  - Bazylika Matki Bożej Łaskawej w Benewencie

## Biskupi
Obecnym arcybiskupem metropolitą benewentyńskim jest Felice Accrocca.
W przeszłości wielu arcybiskupów Benewentu było kardynałami. Ostatnim kardynałem na tej katedrze był Alessio Ascalesi CPPS (arcybiskup benewentyński w latach 1915 - 1924, kardynał od 1916).

### Arcybiskupi wybrani na Stolicę Piotrową
Dwóch ordynariuszy Benewentu zostało wybranych papieżami. Byli to:
- Alessandro Farnese - papież Paweł III (administrator apostolski w latach 1514 - 1530, wybrany papieżem 13 października 1534)
- Vincenzo Maria Orsini de Gravina OP - papież Benedykt XIII (arcybiskup w latach 1686 - 1730, wybrany papieżem 29 maja 1724, po wyborze zachował tytuł arcybiskupa Benewentu)